# はなおでんがん
はなおでんがんは、大阪大学基礎工学部出身のはなおとでんがんからなる日本の2人組男性YouTuber。2021年2月までUUUMに所属していた。「文系でも楽しめる理系動画」を中心とした動画を投稿していた。

## 経歴
はなおが大阪大学在学中、後輩から瀬戸弘司の動画を紹介されたことをきっかけに、2014年11月にYouTube上に動画投稿を始め、「はなお」として活動開始。のちに、大学のウィンドサーフィン部で知り合ったでんがんも出演するようになる。当初は「歌ってみた系」の動画を投稿していたが徐々に理系企画が増え、2017年6月に投稿した東京大学の学祭で理系風に商品を注文するという動画がヒットしたことでチャンネル登録者数を増やす。
2018年4月2日から「UUUM」所属。同年中にチャンネル登録者数が100万人を超えたことが11月2日に発表された。
2020年1月30日にはチャンネル名をそれまでの「はなおチャンネル」から「はなおでんがん」に改めた。同月3日に河出書房新社から初の著書『その悩み、僕らなら数学で解決できます！』を上梓。4月2日からは東海ラジオ『クリエイターズ』で初めてラジオにレギュラーとして出演した。
2021年2月、日本赤十字社とコラボレーションして献血推進動画を公開。はなおでんがんのオリジナル缶バッジやクリアファイルが特典として配布された。また、同月中にUUUMを退所していたことを同年4月に発表。後述するアパレルブランドの立ち上げなどYouTube以外の活動をする際にUUUMの許諾を強制されることを脱退の理由として挙げており、今後はUUUMの制約下ではなく自由に活動を行いたいとしている。同年および2022年8月には愛媛県西予市野村町で地域の情報発信に関して講演会・イベントを実施した。
2022年12月1日公開の動画で、翌2023年3月をもって解散することを発表。理由として、はなお自身が人生の次のフェーズに進みたいと感じていること、また2022年の1年間の活動に明確な目標が無かったことなどを挙げた。また、2023年3月19日に「はなおでんがん」最後のファンミーティング「解散に収束したはなでん方程式」を開催することも発表した。解散後もはなお・でんがん間の交流は継続する方針。解散発表後も動画投稿は継続されていたが、2023年1月27日の動画を最後に一時期更新が停止した。3月1日より動画投稿を再開し、3月20日の解散に向けて毎日投稿を実施すると宣言した。
3月20日に最後のライブ配信を開始し、約1メートル離れたペン立てにペンを投げ入れることに成功すればその時点で解散し配信終了という企画を実施。前日のファンミーティングで互いに送り合った手紙を読む、ファンからのメッセージを紹介するなどした後、約31分でペン立てにペンが入り、配信は静かに終了した。なお、本企画は2014年11月27日にはなおが最初に投稿したペン投げの動画を反映したものであった。その後、配信終了の瞬間とその後を収めた動画がサブチャンネルから公開された。

## メンバー

### はなお
1992年8月15日生まれ。滋賀県出身。本名は平澤 和記（ひらさわ かずき）。身長177cm、体重54.2kg。大津市立志賀中学校卒業後、滋賀県立膳所高等学校入学。高校卒業後に1年間の浪人生活を送ったのち、大阪大学基礎工学部電子物理科学科卒業。同大学大学院基礎工学研究科修士課程へ進学後、就職内定を辞退しYouTuber専業で活動した。ニコニコ動画で「佐賀よかでしょう」や歌ってみた動画などを見るうちにインターネットを通じて有名になることに憧れを抱き、高校生のころからニコニコ動画に動画を投稿していた。
2020年5月1日公開のシネマコンテンツ『再生回数100万回行ったら×××してあげる』で初めて役者として出演。同年6月にはなお自身のアパレルブランド「EDDEN ELLEN」（エデンエレン）の立ち上げをK.Hirasawa名義で発表した。
2022年11月13日、株式会社ほえいのメンバーであるみさとの結婚を発表した。約3年の交際期間を経て、同年9月に入籍に至った。解散から約3ヶ月後となる2023年6月20日には、積分サークルのチャンネル上にて神戸で行われたみさとの結婚式の様子が動画としてアップロードされた。
はなおでんがん解散に際しては「地球と遊ぶ」「一から自分のキャリアを積み上げていく」として今後の方針を主張していたが、2023年6月6日に個人チャンネル「はなおのすみっこ」に動画を投稿し、新たに夫婦チャンネル「ひらさわけ」・登山のチャンネル「はなおの地球登り」を開設したことを発表した。教育・理系YouTuberから離れて登山YouTuberへ舵を切った理由としては、2020年頃に精神的苦痛を比良山地に癒されたことがきっかけであるとされる。YouTube活動と登山はいずれも妻みさと共に行っており、2022年10月には夫婦で穂高岳の登頂を達成し、2023年7月にはマッターホルン登山の様子を動画で公開した。

### でんがん
1993年2月10日生まれ。兵庫県出身。本名は田丸 隼也（たまる としや）で、「でんがん」は田丸を音読みしたもの。身長177cm、体重87kg。幼少期は他人とは逆のことばかりする子どもであったと語っている。兵庫県立芦屋高等学校卒業後に1年間の浪人生活を送ったのち、大阪大学基礎工学部電子物理科学科に入学し卒業。同大学大学院基礎工学研究科修士課程を修了。学位は修士（工学）（大阪大学・2018年）。大学院修士課程修了後は大手企業に勤務していたが、2018年に退職しYouTuber専業になる。「日常でんがん」という個人チャンネルも持ち、教育系YouTuberとしても活動している。2020年にはYouTuberのゆきりぬの後輩にあたるかこちんのYouTuberデビューに協力し、プロデュースした。
2022年8月20日、会社員時代の同期との結婚を発表。翌日、自身がファンであるアイドルグループ嵐の二宮和也から祝辞を受け取った。はなおでんがん解散後は夫婦チャンネルと個人チャンネルでのYouTuber活動を継続することを発表している。

### 積分サークル
はなおが2014年に大阪大学に設立した学生サークル。はなおチャンネルで2016年に新入生歓迎動画が投稿され、同チャンネル上に2017年から出演するようになる。2018年4月に独立したチャンネルを開設して活動を開始。YouTube外では2020年8月にNHK Eテレの『沼にハマってきいてみた』に出演し、遠隔での娯楽を提供した。
2018年時点では20人がメンバーとして在籍していた。積分という名を持つように数学や理系を題材とした動画を投稿しているが、文系の学生も所属している。主なメンバーにキム・ヒョジュン、すんなど。

### 株式会社ほえい
はなおでんがんのサブチャンネル。以前は「はなおの日常」という名前のサブチャンネルであったが、メインチャンネルの名前を「はなおでんがん」に変更すると同時にサブチャンネルの名前も「株式会社ほえい」に変更した。また、「はなおの日常」は、はなお個人のサブチャンネルとして動かされていたため、はなおの個人チャンネルは他に新しく作られた。
- みさ

はなおの会社の経理、総務、人事などのバックオフィス全般を担当。その他、チームのマネージャーやカメラマンを兼任し、EDDEN ELLENではアシスタントディレクターとして写真撮影やSNS運用を担当。2022年9月にはなおと入籍し、11月に公表した。はなおでんがん解散後は夫婦としてはなおと共に夫婦チャンネル「ひらさわけ」で活動し、登山も行っている。
- まこ

元消防士。元編集隊長。はなおでんがん解散後は河野玄斗のYoutubeチャンネル「Stardy -河野玄斗の神授業」の編集を担当。
- ノラ

前職ではでんがんの同期であり、2年間システムエンジニアとして勤務していた。退職後はなおでんがんのスタッフに就任し、EDDEN ELLENのECサイト制作やSNS運用を担当した。はなおでんがん解散後は企業のYouTube編集、専門学校講師、イベント映像制作の職に就いている。でんがんへの結婚祝いとして夫婦チャンネルを開設した人物でもあり、数ヶ月間プロデューサーとして携わっていた 。

## 他YouTuberとの関わり
かこちん
はなおでんがんへの定期的な出演の後、でんがんとゆきりぬの支援を受けてYouTuberデビューを果たした。
QuizKnock
両チャンネルのコメント欄にコラボを望む声が見られたことからコラボが実現。2018年5月から交流が始まり、ふくらPがコスプレ姿で登場する、伊沢拓司がのえりんを口説くといった様子が見られる。2019年には合同夏合宿を開催した。
パオパオチャンネル
2018年にコラボ動画を公開。2022年4月に活動終了直前のパオパオチャンネルが開催したイベントでは、過去のコラボ動画を踏襲する形ではなおが出演した。
ヒカル
UUUMからの脱退に関してヒカルははなおからの相談を受け、複数回に亘るアドバイスを送っており、またそれに関連したコラボ動画も複数公開されている。はなおでんがん解散直前の2023年1月には、ヒカルがはなおに贈ったダウンジャケットがメルカリ上で転売されていることがコレコレにより発覚し、はなお側が小規模の炎上に陥った。これについてヒカルははなおにも事情があるとして転売を許し、はなおも説明と共に謝罪している。
水溜りボンド
先輩後輩の関係およびキャラクター性からはなおとトミーの間で不和が生じていたが、2022年に7年越しのコラボに至った。
ゆきりぬ
QuizKnockも交えた3チャンネルによるコラボ動画を公開している。2020年には後輩のかこちんに動画編集を教え、でんがんと共にYouTuberデビューを支えた。
ゆたぼん
はなおとでんがんの両名に積分法を教授されたゆたぼんが東京大学の入試問題を解くコラボ動画が公開された。その後、ゆたぼんの父である中村幸也はゆたぼんについて「30分で積分をマスターするし、東大の問題も解く」とコメントしており、その根拠が当該のコラボ動画と推測されている。2023年3月22日には解散に際して感謝の意を込める形で過去のコラボ動画を再公開した。
ヨビノリたくみ
高学歴を活かした対決を動画で行っている。ゆきりぬと同様、QuizKnockを交えた3チャンネルコラボをしている。

## 評価
2020年8月と2021年8月にそれぞれ発表されたLINEによる調査では、はなおでんがんは男子高校生の好きなYouTuberランキングにおいて2020年で第4位に、2021年ではホロライブ系のVTuberと並んで第2位にランクインした。2020年の調査時には「痛快なトーク」と「理系ネタ」が特徴として紹介され、2021年には投票者からメンバーの個性やテロップにも言及があった。なお男子高校生の投票総数は2020年で410票（うちはなおでんがん2.7%）、2021年で417票（うちはなおでんがん2.4%）。

## 出演

### テレビ番組
- テレビ朝日『くりぃむクイズ ミラクル9』（2020年8月26日） - はなお単独出演
- TBSテレビ『東大王』（2020年9月16日） - でんがん単独出演[65]

### CM
- タウンワーク（2020年3月31日 - ）[66][67]

### ラジオ番組
- 東海ラジオ『クリエイターズ』木曜日パーソナリティー（2020年4月2日 - 9月24日）[36][68]

### イベント
- 関西コレクション
  - 2021年9月5日 - 積分サークルと共演[69]
  - 2022年3月5日 - 積分サークルと共演[70]

### 映画
- カラダ探し（2022年） - 海の家主人 役（でんがん）[71]

## 著書
- 『その悩み、僕らなら数学で解決できます！』(河出書房新社) ISBN 978-4-309-24959-9[2]
- 『人生を変える『ドラえもん』セレクション　おとなになるのび太たちへ』（小学館）ISBN 9784092272279 （はなお、分担執筆）[72]
- 『生き物A』(河出書房新社) ISBN 9784309030647　（はなお）